# 480
480 (CDLXXX) fue un año bisiesto comenzado en martes del calendario juliano, en vigor en aquella fecha.
En el Imperio romano, el año fue nombrado como el del consulado de Basilio sin colega, o menos comúnmente, como el 1233 Ab urbe condita, adquiriendo su denominación como 480 a principios de la Edad Media, al establecerse el anno Domini.

## Acontecimientos
- Odoacro derrota un intento de Julio Nepote de volver a tomar Italia y hace que maten a Nepote. Odoacro toma Dalmacia.
- Irlanda: se erige la diócesis de Connor.
- Narasimhagupta Baladitya sucede a su padre Skandagupta como gobernante del Imperio gupta.

## Nacimientos
- Boecio, filósofo (fecha aproximada).
- Benito de Nursia, santo católico y padre de la Iglesia.

## Fallecimientos
- Julio Nepote, emperador romano de Occidente (asesinado).